# Gōjū Kai

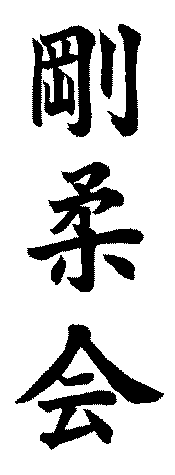
Goju-Kai (Kangi)

Gōjū Kai è l'associazione (kai in giapponese significa associazione) che si occupa di gestire il karate dello stile Gōjū-ryū.
La Goju-kai fu fondata da Gōgen Yamaguchi, allievo ed erede di Chojun Myiagi, fondatore dello stile Gōjū-ryū.
La Goju-kai, è conosciuta al livello internazionale come International Karate-do Goju-kai Association (IKGA).